# Otomys burtoni
Otomys burtoni é uma espécie de roedor da família Muridae.
Apenas pode ser encontrada nos Camarões.
Os seus habitats naturais são: matagal tropical ou subtropical de alta altitude, campos de altitude subtropicais ou tropicais e pântanos.
Esta espécie está ameaçada por perda de habitat.